# Liste der Flaggen im Landkreis Reutlingen
Diese Liste beinhaltet alle Flaggen im Landkreis Reutlingen in Baden-Württemberg, inklusive historischer Flaggen.
In Baden-Württemberg werden zweibahnige Flaggen verliehen, deren Farben den Wappenfarben entsprechen. Dabei wird oft als erste Farbe der Flagge (links vom Betrachter) die Farbe der Wappenfigur und als zweite Farbe die des Wappengrundes genommen. Flaggen, die vor Inkrafttreten der deutschen Gemeindeordnung 1935 geführt wurden, dürfen beibehalten werden, auch wenn diese nicht den heutigen Bestimmungen in Baden-Württemberg entsprechen.

## Landkreis Reutlingen
| Landkreis            | Flagge | Kommentare |
| Landkreis Reutlingen |        | Wappen am 26. August 1980 vom Regierungspräsidium Tübingen verliehen: „In Grün zwei goldene Schrägbalken, die außen jeweils von zwei kleinen sechsstrahligen goldenen Sternen begleitet sind; zwischen den Schrägbalken drei größere sechsstrahlige goldene Sterne.“ Flagge: Gelb-Grün. |

## Flaggen der Städte im Landkreis Reutlingen
| Stadt          | Flagge | Kommentare |
| Bad Urach      |        | Hifthorn erscheint im ältesten Siegelabdruck von 1316, seit dem 15. Jahrhundert im Wappenschild dargestellt. Federn erscheinen in Wappenzeichnung von 1596: „In Gold (Gelb) ein rotes Hifthorn mit blauer Fessel, das Mundstück mit je einer roten, silbernen (weißen) und blauen Feder besteckt.“ Flagge: Blau-Weiß-Rot. |
| Hayingen       |        | Heutige Wappenfiguren erscheinen in Siegeln seit dem 15. Jahrhundert. Wappen der Herren von Gundelfingen von 1810 bis 1920 alleinig als Siegelbild in Gebrauch. Heutiges Wappen mit Flagge am 8. September 1978 vom Landratsamt Reutlingen verliehen: „In Blau über einer aus dem Unterrand emporkommenden und dessen Biegung folgenden, beiderseits mit je einem rot bedachten silbernen (weißen) Turm besetzten silbernen (weißen) Zinnenmauer ein goldener (gelber) Schild, darin ein angehackter roter Schrägbalken.“ Flagge: Rot-Gelb. |
| Metzingen      |        | Wappen am 16. November 1616 vom Herzog Johann Friedrich von Württemberg verliehen. Flagge gegen Ende des 19. Jahrhunderts belegt: „Unter goldenem (gelbem) Schildhaupt, darin eine schwarze Hirschstange, in Silber (Weiß) ein grüner Kohlkopf.“ Flagge: Blau-Weiß. |
| Münsingen      |        | Seit 1339 belegte Siegel zeigen Hirschstange. Drei Hirschstangen im rot bordierten silbernen Schild im späten 16. und im 19. Jahrhundert belegt. Unverändertes württembergisches Wappen im 17. und 18. Jahrhundert zeitweilig in Gebrauch. Flaggenfarben seit 1470 belegt. Heutiges Wappen der alten Stadt im Jahre 1948 verliehen, mit Flagge am 18. Dezember 1972 vom Innenministerium verliehen: „In Silber (Weiß) eine liegende vierendige schwarze Hirschstange.“ Flagge: Rot-Weiß.                                                    |
| Pfullingen     |        | Wappen erscheint im ältesten, in Abdruck von 1501 belegten Siegel. Roter Schildgrund erscheint zeitweilig um 1600, Hirschstange später in goldenem Schildhaupt dargestellt. Heutige Form des Wappens seit 1934 endgültig in Gebrauch: „In Blau unter einer liegenden schwarzen Hirschstange ein silberner Pfulben (Kissen) mit goldenen (gelben) Quasten an den vier Zipfeln und unterem rotem Vorstoß.“ Flagge: Blau-Weiß-Rot. |
| Reutlingen     |        | Älteste, seit 1243 belegte Siegel zeigen Reichsadler. Adler wird im Wappen um die Mitte des 15. Jahrhunderts über von Schwarz, Rot und Silber geteiltem Schildfuß dargestellt. Schwarz, Rot und Silber geteilter Brustschild seit dem 17. Jahrhundert in Gebrauch: „In Gold (Gelb) der rot bezungte schwarze Reichsadler, belegt mit einem von Schwarz, Rot und Silber (Weiß) geteilten Brustschild.“ Flagge: Schwarz-Rot-Weiß. |
| Trochtelfingen |        | Wappen und Flagge am 28. April 1977 vom Landratsamt Reutlingen verliehen: „In gespaltenem Schild vorne in Rot eine aufgerichtete goldene (gelbe) Hirschstange, hinten in Silber (Weiß) ein schwarzes Hochkreuz mit rechtshin geschweifter Fußspitze.“ Flagge: Schwarz-Weiß. |

## Flaggen der Gemeinden im Landkreis Reutlingen
| Gemeinde              | Flagge | Kommentare |
| Dettingen an der Erms |        | Wappen erscheint in Siegelabdruck des 17. Jahrhunderts. Wappen und Flagge am 7. März 1958 vom Innenministerium verliehen: „In Rot ein pfahlweis gestellter goldener (gelber) Doppelhaken (Z mit spitzen Enden), begleitet oben links und unten rechts von je einem sechsstrahligen goldenen (gelben) Stern.“ Flagge: Gelb-Rot.                                                                   |
| Engstingen            |        | Silberner Steinbock seit etwa 1650 im Signet/Wappen Großengstingens. Wappen und Flagge am 19. Januar 1978 vom Landratsamt Reutlingen verliehen: „Unter goldenem (gelbem) Schildhaupt, darin eine schwarze Hirschstange, in Schwarz ein aufspringender silberner (weißer) Steinbock.“ Flagge: Weiß-Schwarz.                                                                                       |
| Eningen unter Achalm  |        | Wappenschild mit Lilie erscheint in Siegel vom 18. Jahrhundert. Wappen- und Flaggenfarben 1935 erwähnt: „In Blau eine silberne (weiße) Lilie.“ Flagge: Weiß-Blau. |
| Gomadingen            |        | Wappen am 27. Februar 1948 vom Innenministerium Württemberg-Hohenzollern, Flagge am 25. Mai 1982 vom Landratsamt Reutlingen verliehen: „Unter silbernem (weißem) Schildhaupt, darin eine schwarze Hirschstange, in Blau zwei goldene (gelbe) Schräglinksbalken.“ Flagge: Gelb-Blau. |
| Grabenstetten         |        | Wappenfiguren 1825 im Siegel belegt. Wappen am 14. November 1967 vom Innenministerium verliehen: „In Gold (Gelb) eine gestürzte blaue Pflugschar, beiderseits begleitet von je einer bewurzelten, gebogenen grünen Ähre.“ Flagge: Grün-Gelb. |
| Grafenberg            |        | Heutiges Wappen erscheint in Siegeln seit dem 19. Jahrhundert. Wappenfarben im Jahre 1937 festgelegt. Wappen und Flagge am 6. Dezember 1976 vom Landratsamt Reutlingen verliehen: „In Gold (Gelb) auf rotem Schildfuß drei grüne Rebstöcke an drei grünen Pfählen.“ Flagge: Grün-Gelb. |
| Hohenstein            |        | Wappen und Flagge am 1. August 1977 vom Landratsamt Reutlingen verliehen: „In Rot auf grünem Hügel ein goldener (gelber) Quaderturm (Ruine mit am Tor und Fenster durchscheinenden Schildgrund) beiderseits begleitet von je einem nach oben und außen gewendeten silbernen (weißen) Dietrich.“ Flagge: Gelb-Rot.                                                                                |
| Hülben                |        | Heutiges Wappen mit Flagge am 1. Juni 1987 vom Landratsamt Reutlingen verliehen: „In Blau über einem silbernen (weißen) Wellenschildfuß ein goldener (gelber) Ammonit.“ Flagge: Gelb-Blau. |
| Lichtenstein          |        | Wappen und Flagge am 13. August 1975 vom Innenministerium verliehen: „In Blau ein silberner (weißer) Adlerflügel.“ Flagge: Weiß-Blau. |
| Mehrstetten           |        | Wappen am 18. März 1939 vom damaligen Reichsstatthalter in Württemberg verliehen. Wappen am 20. April 1956 vom Gemeinderat bestätigt und Flagge festgelegt. Flagge am 7. Juni 1982 vom Landratsamt Reutlingen verliehen: „In Silber (Weiß) auf grünem Boden zwei einander zugewendete aufgerichtete schwarze Rosse.“ Flagge: Grün-Weiß.                                                          |
| Pfronstetten          |        | Wappen und Flagge am 17. Februar 1976 vom Landratsamt Reutlingen verliehen: „In Rot drei schräg aus dem Unterrand wachsende silberne (weiße) Ähren, die einen schräglinks aus dem Unterrand emporkommenden goldenen (gelben) Abtsstab mit nach vorne geöffneter Krümme überdecken.“ Flagge: Weiß-Rot.                                                                                            |
| Pliezhausen           |        | Wappen seit 1930 belegt, der neuen Gemeinde mit Flagge am 20. Februar 1976 vom Landratsamt Reutlingen verliehen: „In Gold (Gelb) unter einer liegenden schwarzen Hirschstange eine aufgerichtete grüne Eichel mit zwei grünen Blättern am grünen Stiel.“ Flagge: Grün-Gelb. |
| Riederich             |        | Wappen auf Vorschlag der Archivdirektion Stuttgart vom 6. November 1924 angenommen. Flagge am 30. August 1974 vom Innenministerium verliehen: „In Grün zwischen zwei goldenen (gelben) Schrägbalken drei goldene (gelbe) Garnspindeln aneinander.“ Flagge: Gelb-Grün. |
| Römerstein            |        | Wappen und Flagge am 24. August 1977 vom Landratsamt Reutlingen verliehen: „Über einem doppelreihig von Schwarz und Silber (Weiß) geschachten Schildfuß in Blau ein nach oben fliegender goldener (gelber) Sperber.“ Flagge: Weiß-Blau. |
| Sonnenbühl            |        | Wappen und Flagge am 30. März 1977 vom Landratsamt Reutlingen verliehen: „In Blau über einem goldenen (gelben) Hügel eine goldene (gelbe) Sonne mit 16 im Wechsel aufeinander folgenden geraden und s-förmig gebogenen goldenen (gelben) Strahlen.“ Flagge: Gelb-Blau. |
| St. Johann            |        | Wappen und Flagge am 30. März 1977 vom Landratsamt Reutlingen verliehen: „In Blau ein steinendes silbernes (weißes) Ross vor einer abgeschnittenen goldenen (gelben) Ähre mit goldenen (gelben) Grannen.“ Flagge: Weiß-Blau. |
| Walddorfhäslach       |        | Wappen und Flagge am 16. April 1974 vom Innenministerium verliehen: „Unter rotem Schildhaupt, darin drei schräge goldene (gelbe) Haselnüsse, in Gold (Gelb) ein schräg aufspringender schwarzer Marder.“ Flagge: Rot-Gelb. |
| Wannweil              |        | Wappen im Jahre 1926 mit Beratung der Archivdirektion Stuttgart gestaltet. Wappen und Flagge am 16. Januar 1956 von der Landesregierung verliehen: „In Rot auf grünem Hügel eine silberne (weiße) Turmruine, um deren Fuß sich, aus dem schwarzen Tor heraus, eine golden (gelb) gekrönte silberne (weiße) Schlange windet.“ Flagge: Weiß-Rot.                                                   |
| Zwiefalten            |        | Wappenfiguren erscheinen im Schultheißenamtssiegel seit dem 19. Jahrhundert. Wappenfarben am 15. Dezember 1933 festgelegt. Flagge am 9. März 1982 vom Landratsamt Reutlingen verliehen: „In Blau übereinander zwei ineinander verschlungene silberne (weiße) Ringe, die drei Kreissegmente bilden, in denen sieben (3:1:3) sechsstrahlige goldene (gelbe) Sterne erscheinen.“ Flagge: Weiß-Blau. |